# Umbilicus luteus
Umbilicus luteus là một loài thực vật có hoa trong họ Crassulaceae. Loài này được (Huds.) Webb & Berthel. miêu tả khoa học đầu tiên năm 1840.